# الکس اسمیت (بازیکن فوتبال، زاده ۱۹۴۷)
الکس اسمیت (انگلیسی: Alex Smith؛ زادهٔ ۱۱ مهٔ ۱۹۴۷) بازیکن فوتبال اهل بریتانیا است.
از باشگاه‌هایی که در آن بازی کرده‌است می‌توان به باشگاه فوتبال برادفورد سیتی، باشگاه فوتبال هادرزفیلد تاون، باشگاه فوتبال کولچستر یونایتد و باشگاه فوتبال ساوتند یونایتد اشاره کرد.